# Zaspi pri meni nocoj
"Tears in the Rain" je originalna skladba in single iz leta 1989, ki jo je odpela Robin Beck. Avtor glasbe je Desmond Child, tekst pa je napisala Warren.

## Pop Design
"Zaspi pri meni nocoj" je skladba skupine Pop Design iz leta 1992, sicer je pa to priredba. Slovenski tekst je napisal Tone Košmrlj. 

### Snemanje
Skladbo sta Tone Košmrlj, Matjaž Vlašič, snemanje pa je potekalo v studiu Tivoli. Izšla je na njihovem šestem studijskem albumu z Zaspi pri meni nocoj pri založbi ZKP RTV Slovenija na kaseti in zgoščenki.

### Plagiat
To je bil še eden v seriji plagiatov, pod katerega se je kot originalni avtor samovoljno podpisal Tone Košmrlj. Šele čez leta je uradno postala priredba.  

### Produkcija
- Desmond Child – glasba
- Tone Košmrlj – tekst, aranžma, producent
- Matjaž Vlašič – producent
- Jurij Toni – tonski snemalec

### Studijska izvedba
- Vili Resnik – solo vokal
- Bor Zuljan – kitara, bas kitara
- Matej Kovačič – harmonika
- Klemen Repe – bariton, pozavna

### Zborovska spremljava
- Majda Arh – spremljevalni vokal
- Matjaž Vlašič – spremljevalni vokal
- Zvezdana Sterle – spremljevalni vokal
- Jani Marinšek – spremljevalni vokal
- Primož Jovan – spremljevalni vokal